# ТЕС Вояни
ТЕС Вояни — теплова електростанція у Кошицькому краї Словаччини.
В 1963 – 1964 роках на майданчику станції стали до ладу шість енергоблоків першої черги з паровими турбінами K-110-130 потужністю по 110 МВт. Перші чотири блоки обладнали котлами Першого Бренського машинобудівного заводу, а також турбінами та генераторами виробництва Skoda. В той же час, п’ятий та шостий блоки отримали турбіни ЛМЗ та генератори Електросила. Як паливо ця черга споживала кам’яне вугілля, котре спершу постачали із Донецького басейну, а в подальшому з Росії.
У 1973 – 1974 роках запустили шість енергоблоків другої черги з такими ж турбінами K-110-130 потужністю по 110 МВт, при цьому все їх обладнання надійшло від чехословацьких підприємств (так само Перший брненський машинобудівний завод та Skoda). Блоки другої черги були розраховані на спалювання мазуту, проте через зростання цін на нафту їх до середині 1980-х перевели на використання природного газу (неподалік від станції проходить траса газопроводу «Братство»). 
В 1997 – 2001 роках на станції провели модернізацію, під час якої у п’ятому та шостому блоках першої черги встановили котли словацького заводу Tlmace, котрі використовують технологію циркулюючого киплячого шару. З 2009-го вони можуть спалювати біомасу, частка якої становить 22% та 7% для блоків №5 та №6 відповідно. Наразі лише ці два блока продовжують роботу, тоді як всі інші виведені з експлуатації. 
Для видалення продуктів згоряння блоків першої черги спорудили димар висотою 200 метрів, а разом із зведенням другої черги у 1974-му додали димар заввишки 300 метрів (в 1998-му його зменшили до 175 метрів).
Воду для охолодження отримують із водосховища Земплінска Ширава на річці Лаборець.
Видача продукції відбувалась по ЛЕП, розрахованим на 110 кВ, 220 кВ (перша черга) та 400 кВ (друга черга).